# Maebong-san (Södra Hwanghae)
Maebong-san är en kulle i Nordkorea.   Den ligger i provinsen Södra Hwanghae, i den södra delen av landet, 100 km söder om huvudstaden Pyongyang. Toppen på Maebong-san är 196 meter över havet, eller 86 meter över den omgivande terrängen. Bredden vid basen är 3,1 km.
Terrängen runt Maebong-san är varierad. Runt Maebong-san är det ganska tätbefolkat, med 179 invånare per kvadratkilometer. Omgivningarna runt Maebong-san är en mosaik av jordbruksmark och naturlig växtlighet.